# Quaestoriana
Quaestoriana (łac. Dioecesis Quaestorianensis) – diecezja historyczna w Cesarstwie rzymskim w prowincji Byzacena, współcześnie w Tunezji. Obecnie katolickie biskupstwo tytularne.

## Biskupi tytularni
| Lp. | Biskup                            | Funkcja                                       | Od                  | Do               |
| --- | --------------------------------- | --------------------------------------------- | ------------------- | ---------------- |
| 1   | Jean Chabbert                     | arcybiskup koadiutor Rabatu (Maroko)          | 13 kwietnia 1967    | 15 stycznia 1968 |
| 2   | Joseph Carroll                    | biskup pomocniczy Dublina (Irlandia)          | 4 października 1968 | 29 lutego 1992   |
| 3   | Michael Neary                     | biskup pomocniczy Tuam (Irlandia)             | 20 maja 1992        | 17 stycznia 1995 |
| 4   | Manuel Antonio Valarezo Luzuriaga | wikariusz apostolski wysp Galapagos (Ekwador) | 22 kwietnia 1996    |                  |